# 2010년 동계 올림픽 체코 선수단
2010년 동계 올림픽 체코 선수단은 캐나다 밴쿠버에서 개최된 2010년 동계 올림픽에 참가한 올림픽 체코 선수단이다.

## 외부 링크

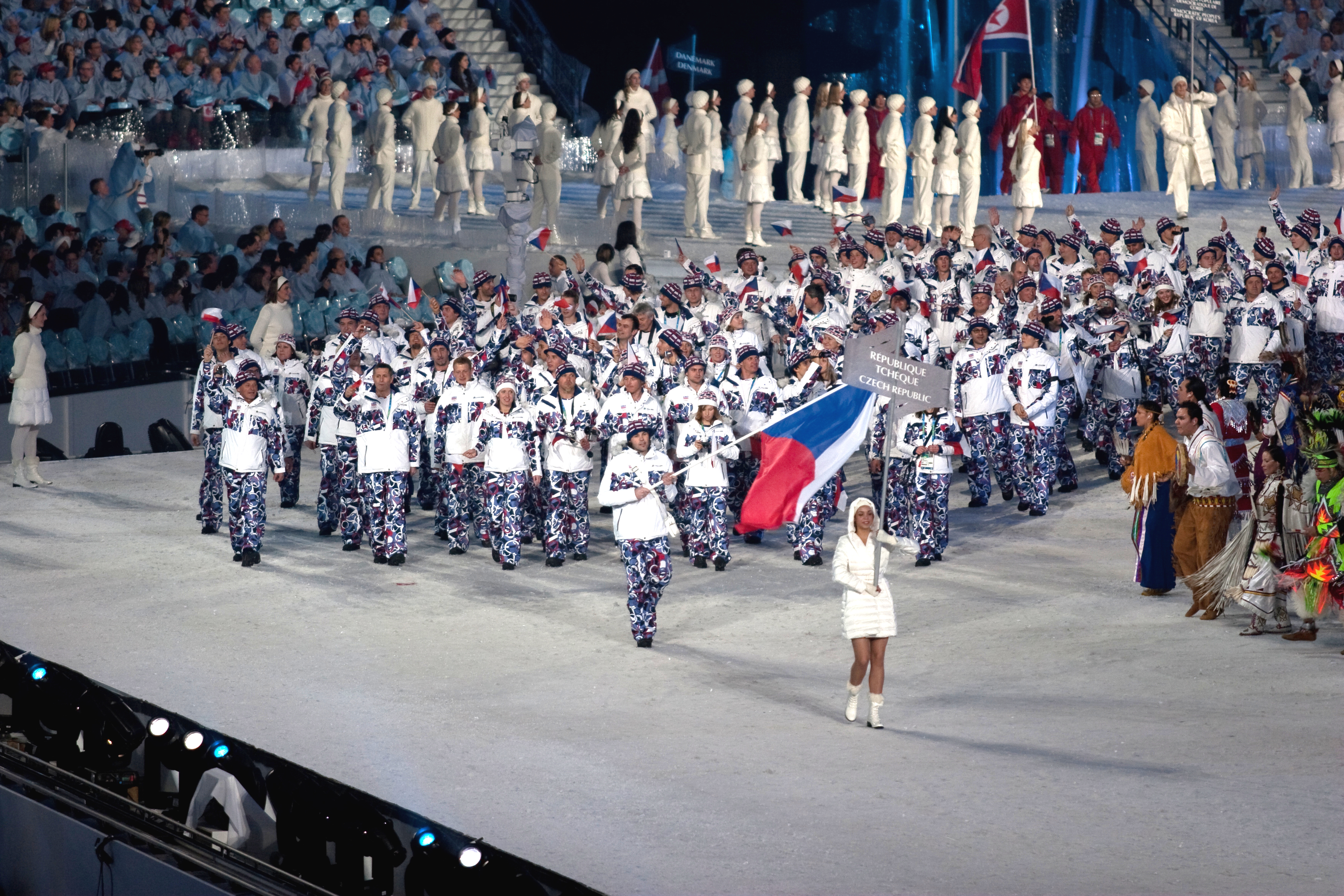
체코 선수들이 개회식 때 입장하는 모습

## 메달리스트
| 메달   | 선수                                                  | 종목            | 세부종목           |
| ------ | ----------------------------------------------------- | --------------- | ------------------ |
| 금메달 | 마르티나 사블리코바                                   | 스피드 스케이팅 | 여자 3000m         |
| 금메달 | 마르티나 사블리코바                                   | 스피드 스케이팅 | 여자 5000m         |
| 동메달 | 루카시 바우에르                                       | 크로스컨트리    | 남자 15km 프리     |
| 동메달 | 마르티나 사블리코바                                   | 스피드 스케이팅 | 여자 1500m         |
| 동메달 | 마르틴 야크시 루카시 바우에르 이르지 마갈 마르틴 쿠칼 | 크로스컨트리    | 남자 4 x 10km 계주 |
| 동메달 | 샤르카 자흐로브스카                                   | 알파인 스키     | 여자 활강          |

## 같이 보기
- 올림픽 체코 선수단